# Конец Вечности
«Конец Вечности» (англ. The End of Eternity) — роман американского писателя-фантаста Айзека Азимова. Написан в 1955 году. Тема Азимова — «Перемещение во времени» (см. Хронофантастика). Некоторыми критиками считается одной из лучших работ Азимова.

## Сюжет
Роман описывает существующую вне времени и пространства могущественную организацию Вечность, способную осуществлять путешествия во времени. Вечность была основана в 27-м столетии после того, как на основе генератора темпорального поля учёного 24-го столетия Виккора Маллансона, считающегося легендарным основателем Вечности, были произведены прорывные исследования в математике и физике. На основе исследований удалось протянуть темпоральное поле далеко в будущее, когда Солнце превратилось в Сверхновую. Черпая энергию Сверхновой, организация обеспечила себя энергией для перемещений во времени. Исследования времени привели Вечных к ряду неразрешимых загадок, в том числе «Скрытых Столетий» между 70 000-м и 150 000-м столетиями, проникнуть в которые Вечные не смогли, но выяснили, что после 150 000-го столетия человечество не существует. Одной из теорий являлось существование сверхлюдей, гораздо более развитых технически, чем Вечные.
Вечные контактируют с живущими во времени время́нами и торгуют между столетиями, но тщательно скрывают своё вмешательство в ход истории, совершая Изменения Реальности. Цель вмешательств — благо человечества: Вечные предотвращают войны, катастрофы, эпидемии. Почти всегда побочным эффектом является исчезновение космических технологий.
Роман повествует о Вечном Эндрю Харлане. Родившись в 95-м столетии и пройдя обучение в школе Вечности, он получает должность Наблюдателя 482-го столетия и проявляет незаурядные способности. Это, а также увлечение Харлана Первобытной историей (временной отрезок до основания Вечности) привлекает внимание Старшего Вычислителя Лабана Твиссела. Он предлагает Харлану должность Техника. Техники непосредственно выполняют Изменения Реальности, а потому другие Вечные их не любят. Твиссел обещает способствовать увлечению Харлана Первобытной историей, поэтому Харлан соглашается. По заданию Твиссела Харлан обучает Первобытной истории Ученика Бринсли Шеридана Купера. Кроме того Купер усиленно изучает математику, особенно разделы, посвящённые темпоральным перемещениям.
Харлана назначают в 482-е столетие на роль Наблюдателя. Вычислитель Гобби Финжи, недоброжелательно настроенный к Харлану, поручает ему провести наблюдение в особняке аристократки Нойс Ламбент. Проведя в доме Нойс неделю, Харлан влюбляется в неё и проводит с ней ночь. По завершении наблюдения Финжи раскрывает суть Харлану задания: среди высших слоёв 482-го столетия появились предрассудки, что Вечные являются бессмертными, и любовь с Вечным тоже может сделать времянку «вечной» (бессмертной). Увлечённость Нойс угрюмым и нелюдимым изгоем Харланом это подтвердила. Харлан просит у Финжи разрешить союз с времянкой, что допустимо в Вечности, однако тот сообщает, что после Изменения Реальности Нойс станет совершенно другой личностью.
Тогда Харлан похищает девушку из 482-го столетия и прячет её в необжитом секторе одного из Скрытых Столетий. Финжи докладывает Совету Времени о неподобающих действиях Техника Харлана, однако по счастливой случайности доклад попадает к Твисселу. Харлан пытается вернуться к Нойс, но по необъяснимым причинам не может пересечь границу 100 000-го столетия. Подозревая, что Совету уже всё известно, он требует встречи с Твисселом.
Харлан понял, что ему уготована важная роль в некоем проекте, в котором ключевыми фигурами выступают Старший Вычислитель Твиссел и Ученик Купер. Он заявляет, что технологии 24-го столетия не позволяли Маллансону создать Генератор темпорального поля, а значит, их ему передали из будущего. Харлан догадался, что Купера готовят к путешествию в Первобытные столетия, а именно в 24-е, чтобы разыскать основателя Вечности Виккора Маллансона, обучить основам темпоральной математики и обеспечить этим существование Вечности. Он требует от Твиссела вернуть Нойс угрозой отказа от участия в проекте. Твиссел раскрывает Харлану «величайшую тайну Вечности» — Купер и есть Маллансон. Создав генератор темпорального поля, Купер-Маллансон не мог ускорить возникновение Вечности, ведь фундаментальные исследования, которые позволят осуществлять путешествия во времени, появятся только в 27-м столетии. Поэтому Купер оставил после себя «Мемуары Маллансона», в которых описал ключевые события становления Вечности. Первый Старший Вычислитель Вечности, получив Мемуары, осознал всю важность этого документа и инициировал самый главный проект организации — обеспечение существования самой Вечности.
В Мемуарах Купер упоминал, что запуск капсулы времени с ним на борту выполнили Старший Вычислитель Твиссел и Техник Харлан. Чтобы в точности следовать Мемуарам и замкнуть кольцо времени, Твиссел делает так, что запуск будет произведён в любом случае. Он запирает Харлана в рубке управления и блокирует управляющую консоль. Однако Харлану удаётся взломать консоль и отправить Купера ещё глубже в прошлое — в 20-е столетие. Твиссел в ужасе от произошедшего, однако Вечность ещё существует, то есть никто из ключевых фигур не выполнил действия, которые привели бы к окончательному разрыву кольца. Твиссел убеждает Харлана в том, что вовсе не собирается препятствовать его отношениям с Нойс, и убеждает его спасти Вечность. Предположив, что Купер нашёл способ дать знать, в каком именно времени он оказался, Харлан и Твиссел просматривают рекламные сообщения еженедельника XX века. Харлан находит нужное объявление, но не показывает его Твисселу и требует вернуть Нойс. Твиссел даёт Харлану гарантии, что Совет не причинит никакого вреда ни ему, ни Нойс после того, как Купер всё-таки окажется в 24-м столетии. Харлан требует снять блокировку с 100 000-го столетия, но Твиссел сообщает, что блокировка Временных Колодцев невозможна в принципе. Вместе они отправляются в Скрытые Столетия, на пути к которым Твиссел делится своими кошмарами насчёт гипотетических сверхлюдей, техническое развитие которых намного превышает Вечность, раз они смогли установить барьер на границе 100 000-го столетия. Однако барьера не оказалось, и они благополучно прибыли в нужное столетие к Нойс.
Вернувшись в 575-е столетие, Твиссел отправляет Харлана и Нойс в 1932 год, куда попал Купер. Харлан под впечатлением от рассказа о сверхлюдях понимает, что стал инструментом в борьбе людей будущего с Вечностью. Он догадывается, что Нойс — это агент Скрытых Столетий, посланная для уничтожения Вечности. Она во всём сознаётся и раскрывает истинные мотивы Скрытых Столетий. Как и Вечность, люди будущего умеют путешествовать во времени, однако только наблюдают и не вмешиваются. Человечество научилось путешествовать по всей Галактике, обнаружило, что она заселена другими разумными формами жизни и закрыта от землян. Осознание того, что Земля стала их вечной тюрьмой, привело к упадку и гибели цивилизации. В отличие от Вечности, люди будущего могут исследовать не только свою Реальность, но и уже несуществующие её варианты. Они приходят к выводу, что вероятность возникновения их Реальности ничтожно мала. Также они обнаружили Реальность, которая была естественной для развития человечества — Основное Состояние, в котором люди вышли в космос гораздо раньше и заселили Галактику прежде, чем в ней зародилась другая разумная жизнь. Ключевым изменением, которое уничтожило Основное Состояние, оказалось появление Вечности. Прежде всего люди будущего установили карантин для Скрытых Столетий. Было разработано несколько сценариев уничтожения Вечности и возврата Реальности в Основное Состояние. Эти сценарии были предложены Нойс Ламбент. Она выбрала тот, в котором она появляется в 482-м столетии и встречает Техника Харлана, поскольку влюбляется в него задолго до встречи.
После рассказа Нойс предлагает Харлану остаться в 1932 году и отправить письмо некоему итальянскому учёному, который через несколько лет начнёт эксперименты с бомбардировкой урана нейтронами, что в конечном итоге приведёт к тому, что первый ядерный взрыв произойдёт в 1945 году, а не в 30-м столетии. В результате человечество выйдет в космос гораздо раньше и вернётся к Основному Состоянию. Нойс говорит, что они могут остаться здесь и застать начало новой эпохи. Харлан колеблется, но всё-таки соглашается. Сразу после этого капсула времени исчезает, знаменуя конец Вечности и начало Бесконечного Пути.

## Экранизации
- Конец Вечности[венг.] — режиссёр Андраш Райнай (Венгрия), 1976.
- Конец Вечности — режиссёр Андрей Ермаш (СССР), 1987.

В апреле 2009 года сообщалось, что режиссёр Кевин Макдональд заключил договор с киностудией New Regency на экранизацию романа «Конец вечности».

## Переводы
- Долгое время существовал только цензурированый перевод Ю. Эстрина, изданный с 1966 года общим тиражом более 1 750 000 экз. (и который цитируется в фильме А. Ермаша). В нём, в частности:
  - вырезана информация о евгенике в 482 столетии;
  - вырезано описание смерти человечества;
  - слова Нойс о пагубности системы, при которой люди могут выбирать своё будущее, были заменены на слова о пагубности выбора будущего всех людей лишь кучкой из них.
- В 2002 году перевод Эстрина был исправлен И. Измайловым с незначительной общей редактурой[4].